# Євгеній (Болховітінов)
Митрополит Євгеній (в миру Євфи́мій Олексі́йович Болхови́тінов; 18 (29) грудня 1767, Воронеж — 23 лютого (7 березня) 1837, Київ) — митрополит київський (з 1822 р.), історик, бібліограф, археолог.

## Біографія

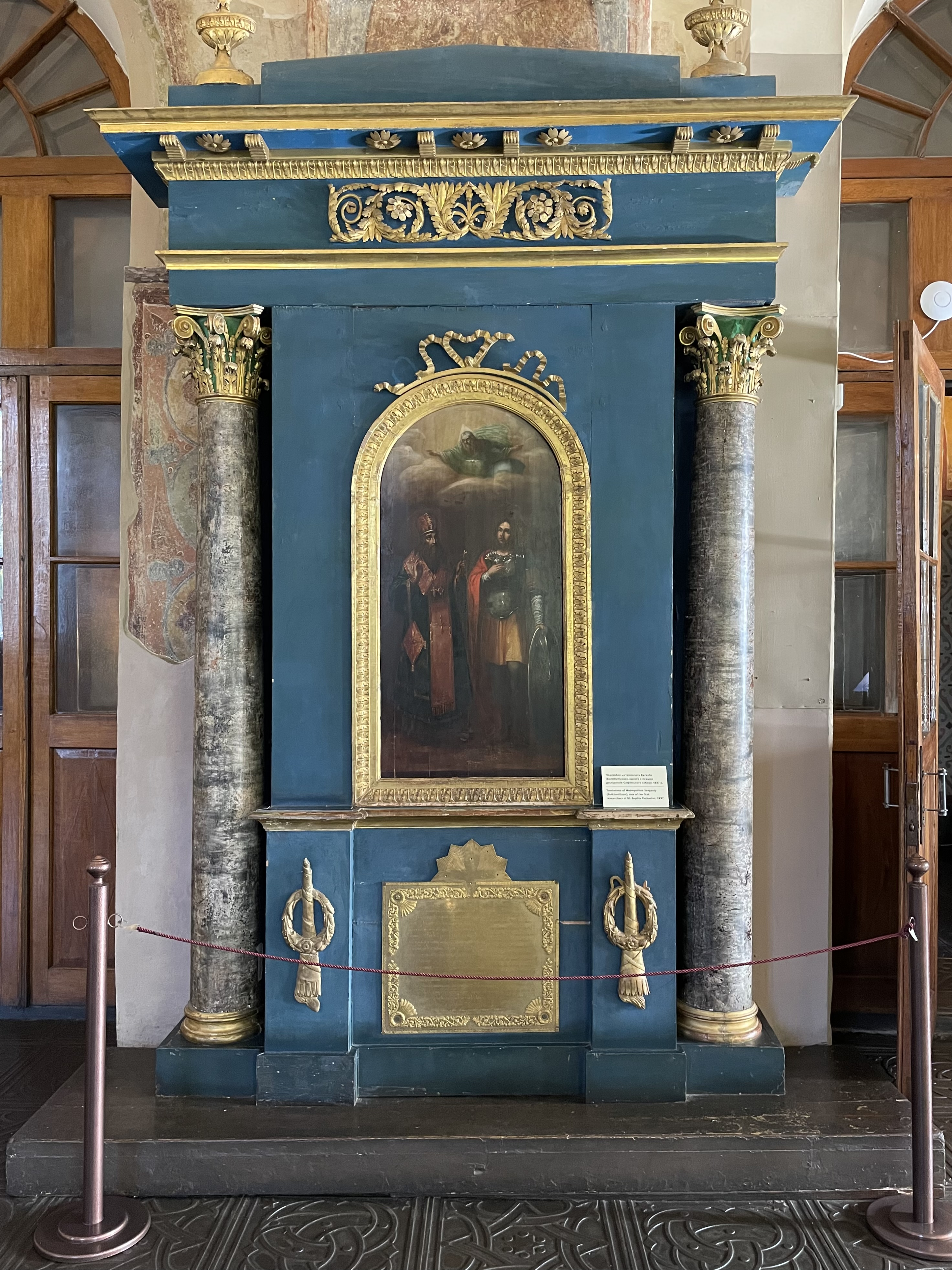
Надгробок митрополита Євгенія (Болховітінова) в Стрітенському приделі Софійського собору, 1837

Народився у м. Воронежі в сім'ї священика.
Навчався у Воронезькій духовній семінарії (1778—1784), Слов'янсько-греко-латинській академії та Московському університеті (1784—1788). Викладач, префект, ректор Воронезької духовної семінарії (1789—1794). З 1796 протоієрей у Павловську Воронезької губ., з 1799 в Санкт-Петербурзі. Прийняв чернецтво (1800). 
 З 1800 викладач та префект Санкт-Петербурзької духовної академії, настоятель Зеленецького Троїцького монастиря, Троїцько-Сергієвського пустища (Санкт-Петербурзька губернія). Вікарний єпископ Новгородський (з 1804), архієпископ Вологодський (з 1808), Калузький (з 1813), Псковський (з 1816), митрополит Київський та Галицький (1822—1837). 
 Член Російської академії (1806), академік Петербурзької АН (1829). Член Синоду.
Був близький до гуртків М. І. Новикова та графа М. П. Румянцева. 
Автор біобібліографічних словників церковних і світських письменників, праць із церковної історії, у тому числі описів монастирів, церков та монастирських бібліотек, зокрема описів Софійського собору та Печерської лаври в Києві, богословських студій, перекладів творів французьких письменників Л. Кокле, Ф. Фенелона та інших, численних публікацій документів та матеріалів.
Віднайшов у Юр'ївському монастирі в Новгороді грамоту Великого київського князя Мстислава Володимировича, якій присвятив одне з перших палеографічних досліджень у Російській імперії. 
Під його керівництвом та на його кошти у Києві проводилися археологічні дослідження фундаментів Десятинної церкви та Золотих Воріт.

## Праці
- Историческое, географическое и экономическое описание Воронежской губернии, собранное из историй, архивских записок и сказаний. —Воронеж, 1800(рос.)
- Исторические разговоры о древностях Великого Новгорода. — Б.м., 1808(рос.)
- Примечания на грамоту великого князя Мстислава Володимировича и сына его Всеволода Мстиславича, удельного князя новгородского, пожалованную новгородскому Юрьеву монастырю, с приложением грамоты // Вестник Европы. — 1818. — № 15–16, 20(рос.)
- Словарь исторический о бывших в России писателях духовного чина греко — российской церкви: В 2 т. — СПб., 1818. Т. 1–2 (перевид. Лейпциг, 1971; М., 1995)(рос.)
- Описание Киево-Софиевского собора. — К., 1825(рос.)
- Описание Киево-Печерской лавры. — К.,1826(рос.)
- История княжества Псковского: В 4 ч.— Б.м., 1831(рос.)
- Словарь русских светских писателей соотечественников и чужестранцев, писавших о России: В 2 т. — М.,1845. — Т. 1–2(рос.)
- Вибрані праці з історії Києва. — К., 1995(рос.)